# Svømmebælte
Et svømmebælte er et redskab der bruges til begyndersvømning. Bæltet er beklædt med elementer (f.eks. af kork) som øger svømmerens flydeevne. Det bruges til både børn og voksne, der skal lære at svømme, og har brug for at kunne fokusere på at lære svømmebevægelser uden også at skulle koncentrere sig om at holde sig oven vande.
| Sport | Spire Denne artikel om sport er en spire som bør udbygges. Du er velkommen til at hjælpe Wikipedia ved at udvide den. |